# Dixella fuscinervis
Dixella fuscinervis är en tvåvingeart som först beskrevs av Tonnoir 1924.  Dixella fuscinervis ingår i släktet Dixella och familjen u-myggor. Inga underarter finns listade i Catalogue of Life.